# Chrístos Patsatzóglou
Chrístos Patsatzóglou (en grec moderne : Χρήστος Πατσατζόγλου) est un footballeur international grec né le 19 mars 1979 à Athènes. Il évolue au poste de milieu défensif.

## Biographie
Le sélectionneur de l'équipe de Grèce, Otto Rehhagel, le retient parmi l'effectif de vingt-trois joueurs appelé à participer à l'Euro 2008.

## Carrière
| Année          | Club           | Pays   | Matches | Buts |
| -------------- | -------------- | ------ | ------- | ---- |
| 1996-2000      | Skoda Xanthi   | Grèce  | 87      | 8    |
| 2000-2009      | Olympiakos     | Grèce  | 117     | 8    |
| 2009-2010      | Omonia Nicosie | Chypre |         |      |
| 2010-jan. 2011 | AEK Athènes    | Grèce  |         |      |
| jan. 2011-     | PAS Giannina   | Grèce  |         |      |

## Sélections
- 45 sélections et 1 but avec l'Équipe de Grèce de football depuis 2000.